# Kasra Taheri
Kasra Taheri (Yasuj, 6 de agosto de 2006) es un futbolista iraní que juega como delantero en el Paykan F. C. de la Iran Pro League.

## Estadísticas

### Clubes
Actualizado al último partido disputado el 27 de abril de 2025.
| Club                      | Div.          | Temporada     | Liga  | Liga  | Copas nacionales | Copas nacionales | Copas internacionales | Copas internacionales | Total | Total |
| Club                      | Div.          | Temporada     | Part. | Goles | Part.            | Goles            | Part.                 | Goles                 | Part. | Goles |
| ------------------------- | ------------- | ------------- | ----- | ----- | ---------------- | ---------------- | --------------------- | --------------------- | ----- | ----- |
| F. C. Rubin Kazán · Rusia | 1.ª           | 2023-24       | 2     | 0     | ―                | ―                | ―                     | ―                     | 2     | 0     |
| F. C. Rubin Kazán · Rusia | 1.ª           | 2024-25       | 2     | 0     | 2                | 0                | ―                     | ―                     | 4     | 0     |
| F. C. Rubin Kazán · Rusia | Total club    | Total club    | 2     | 0     | 4                | 0                | 0                     | 0                     | 6     | 0     |
| Total carrera             | Total carrera | Total carrera | 2     | 0     | 4                | 0                | 0                     | 0                     | 6     | 0     |